# Liga de baloncesto de Corea 2021-22
La Liga de baloncesto de Corea 2021-22, también conocida coma KBL 2021-22, es la edición número 24 de la Liga de baloncesto de Corea, la primera división del baloncesto profesional de Corea del Sur. 

## Equipos
Diez equipos los que participaron en esta temporada:
| Equipo                 | Ciudad   |
| ---------------------- | -------- |
| Anyang KGC             | Anyang   |
| Suwon KT Sonicboom     | Busan    |
| Changwon LG Sakers     | Changwon |
| Goyang Dayone Sports   | Goyang   |
| Daegu                  | Incheon  |
| Jeonju KCC Egis        | Jeonju   |
| Seoul Samsung Thunders | Seúl     |
| Seoul SK Knights       | Seúl     |
| Ulsan Mobis Phoebus    | Ulsan    |
| Wonju DB Promy         | Wonju    |